# کیوون وودارد
کیوون مونترآل وودارد (انگلیسی: Keivonn Montreal Woodard؛ زادهٔ ۹ فوریهٔ ۲۰۱۳) بازیگر آمریکایی است. او بیشتر برای ایفای نقش سم در مجموعهٔ درام پسا آخرالزمانی آخرین بازمانده از ما (۲۰۲۳) محصول شبکهٔ اچ‌بی‌او شناخته می‌شود؛ نقشی که برای آن نامزد جایزهٔ امی ساعات پربیننده برای بهترین بازیگر مهمان در یک مجموعهٔ درام شد.